# Audrey Etoua
Audrey Jeannette Etoua Biock (29 de enero de 1997) es una deportista camerunesa que compite en judo. Ganó dos medallas en los Juegos Panafricanos de 2023 y una medalla en el Campeonato Africano de Judo de 2022.

## Palmarés internacional
| Juegos Panafricanos | Juegos Panafricanos | Juegos Panafricanos | Juegos Panafricanos |
| Año                 | Lugar               | Medalla             | Categoría           |
| ------------------- | ------------------- | ------------------- | ------------------- |
| 2023                | Acra (Ghana)        | Medalla de plata    | –63 kg              |
| 2023                | Acra (Ghana)        | Medalla de bronce   | Equipo mixto        |
| Campeonato Africano |                     |                     |                     |
| Año                 | Lugar               | Medalla             | Categoría           |
| 2022                | Orán (Argelia)      | Medalla de bronce   | –63 kg              |